# Тихонов Володимир В'ячеславович
Володимир Вячеславович Тихонов (нар. 28 лютого 1950, Москва, Російська РФСР, СРСР — пом. 11 червня 1990, там же) — радянський актор театру і кіно, син артистів Нонни Мордюкової і В'ячеслава Тихонова. Брат по батькові Анни Тихонової (нар. 1969).

## Біографія
Народився 28 лютого 1950 року в Москві в родині акторів В'ячеслава Тихонова (1928—2009) і Нонни Мордюкової (1925—2008).
У 1971 році закінчив Театральне училище імені Бориса Щукіна.
З 1971 по 1973 рік — актор Театру Радянської армії.
З 1973 по 1990 рік — актор Театру-студії кіноактора. 1983 року одержав звання Заслужений артист РРФСР. Актор кіностудії «Мосфільм». Знявся у 18 кінофільмах. Найбільш помітна роль — Філіп Угрюмов у фільмі «Російське поле».
У 1970 році брав участь в озвучуванні відновленого фільму «Син полку» (1946).
Помер на 41-му році життя 11 червня 1990 року в Москві від серцевої недостатності, викликаної, за версією лікарів. передозуванням наркотиків (проте в його крові їх слідів не виявлено. Наталія Варлей також стверджувала, що він помер через наркотики.
Похований на Кунцевському кладовищі разом з матір'ю (стара територія, ділянка № 8).

### Особисте життя
- Перша дружина — Наталія Варлей (нар. 1947), артистка цирку, кіноактриса, заслужена артистка РРФСР (1989). Однокурсниця по театральному училищу, одружилися влітку 1971 року, однак шлюб розпався через зловживання Тихоновим наркотиками[2].
  - Син — Василь Володимирович Варлей (нар. 21 травня 1972)[2].
    - Онук — Євгене Васильовичу Варлей (нар. 5 травня 1995).
- Друга дружина (1975—1990) — Наталія Тихонова (Єгорова) (нар.  грудень 1954), актриса, в минулому фігуристка «Московського балету на льоду».
  - Син — Володимир Володимирович Тихонов (нар. 12 березня 1981), актор і співак, після школи вступив до кулінарного училища, закінчив курси оперного співу і став студентом ГІТІСу (факультет музичного театру, майстерня Георгія Павловича Ансимова). Закінчив ГІТІС у 2008 році. Артист «Столичного театру романсу».

## Фільмографія
- 1967 — Шлях до «Сатурна»
- 1968 — Журавушка —  Сергій Лунін
- 1970 — Про кохання —  Петро, молодший брат Галини
- 1971 — Молоді —  Вадим
- 1971 — Російське поле —  Пилип Авдійович Угрюмов, син Федосьї і Авдія
- 1973 — Два дні тривоги —  кореспондент Дмитро Дягілєв (Правдоха)
- 1974 — Ясь та Яніна —  Ясь
- 1975 — На ясний вогонь —  поручик Юлій Анатолійович Бунаков
- 1978 — Версія полковника Зоріна —  Володя Ужинцев
- 1978 — Голубка —  Всеволод Васильович Рахманов
- 1979 — Професія — кіноактор —  камео
- 1979 — Фрак для шибеника —  Кондаков
- 1980 — Карл Маркс. Молоді роки
- 1980 — Санта Есперанса —  Пабло Канепі
- 1982 — Повернення резидента
- 1982 — Захоплення —  майор міліції Саїд Касимов
- 1986 — Смерть Івана Ілліча
- 1989 — Сталінград